# Microcalicha praeoptata
Microcalicha praeoptata là một loài bướm đêm trong họ Geometridae.